# 宝井琴桜
宝井 琴桜（たからい きんおう）は、講釈師の名跡。琴櫻とも表記。
- 初代宝井琴桜 - 後の五代目宝井馬琴。
- 二代目宝井琴桜 - 本項にて記述。

二代目 宝井 琴桜（1949年（昭和24年）2月28日 - 、本名：熊谷 江美子）は、女性講談師。

## 経歴
秋田県横手市生まれ。1967年、横手城南高校卒業後に上京しミツミ電機に就職。趣味で落語を聴いたり、自身で演じたりしていた。1968年、田辺一鶴にスカウトされ入門し千鶴子。1969年、五代目宝井馬琴門下に移り、1970年同門の宝井琴梅と結婚。1971年二つ目昇進。1975年、夫婦そろって真打となり、五代目の前名の琴桜を名乗る（女性が講談の真打となったのはこれが初である）。1996年に東京女性財団賞を受賞。2002年に横手市文化功労者賞を受賞。
「コトザクラではございません」がいつもの枕言葉。『瓜生岩子伝』『平塚らいてう伝』など、明治女性史中の人物や、女性問題を取り上げて講談に仕立てることで知られ、自ら「ジェンダー講談」と名づけているが、語り口は柔らかい。

## 著書
- 『張扇一筋ジェンダー講談〈日本初女性真打〉講談師かく語りき』悠飛社、2002年